# Clonodia racemosa
Clonodia racemosa là một loài thực vật có hoa trong họ Malpighiaceae. Loài này được (A.Juss.) Nied. mô tả khoa học đầu tiên năm 1914.